# 45 pr. n. št.
45 pr. n. št. je bilo po julijanskem koledarju navadno leto, ki se je začelo na četrtek, petek ali soboto, ali pa prestopno leto, ki se je začelo na petek ali soboto (različni viri navajajo različne podatke). Po proleptičnem julijanskem koledarju je bilo prestopno leto, ki se je začelo na petek. To je bilo prvo leto julijanskega koledarja, ki ga je takrat uvedel Julij Cezar.
V rimskem svetu je bilo znano kot leto konzulstva Julija Cezarja (brez sokonzula), pa tudi kot leto 709 ab urbe condita.
Oznaka 45 pr. Kr. oz. 45 AC (Ante Christum, »pred Kristusom«), zdaj posodobljeno v 45 pr. n. št., se uporablja od srednjega veka, ko se je uveljavilo številčenje po sistemu Anno Domini.

## Dogodki
- 1. januar - na Cezarjevo pobudo vpeljejo julijanski koledar, takrat identičen egipčanskemu.
- 17. marec - s porazom Pompejevih sil v bitki pri Mundi se konča Cezarjeva državljanska vojna v Rimski republiki.
- Julij Cezar postane diktator.